# 马斯布朗德萨尔皮耶
马斯布朗-德萨尔皮耶（法語：Mas-Blanc-des-Alpilles，法語發音：[mas blɑ̃ dez‿alpij]）是法国罗讷河口省的一个市镇，属于阿尔勒区。

## 地理
马斯布朗-德萨尔皮耶（43°47'21"N, 4°45'25"E）面积1.57 平方千米，位于法国普罗旺斯-阿尔卑斯-蓝色海岸大区罗讷河口省，该省份为法国东南部沿海省份，北起沃克吕兹省，西接加尔省，南濒地中海，东临瓦尔省。
与马斯布朗-德萨尔皮耶接壤的市镇（或旧市镇、城区）包括：圣艾蒂安迪格雷斯、普罗旺斯地区圣雷米。
马斯布朗-德萨尔皮耶的时区为UTC+01:00、UTC+02:00（夏令时）。

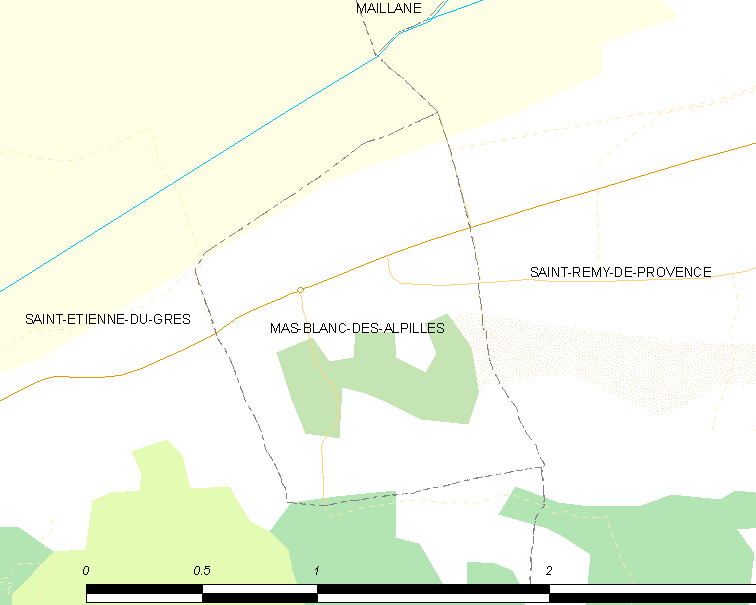
马斯布朗-德萨尔皮耶的OSM定位图

## 行政
马斯布朗-德萨尔皮耶的邮政编码为13103，INSEE市镇编码为13057。

## 政治
马斯布朗-德萨尔皮耶所属的省级选区为普罗旺斯地区萨隆第一县。

## 人口

1962-2008年间马斯布朗-德萨尔皮耶人口变化图示

马斯布朗-德萨尔皮耶于2022年1月1日时的人口数量为537人。